# Jonacatepec de Leandro Valle
Jonacatepec de Leandro Valle är en ort i Mexiko.   Den ligger i kommunen Jonacatepec och delstaten Morelos, i den sydöstra delen av landet, 90 km söder om huvudstaden Mexico City. Jonacatepec de Leandro Valle ligger 1 346 meter över havet och antalet invånare är 8 252.
Terrängen runt Jonacatepec de Leandro Valle är kuperad åt nordost, men åt sydväst är den platt. Terrängen runt Jonacatepec de Leandro Valle sluttar söderut. Runt Jonacatepec de Leandro Valle är det ganska tätbefolkat, med 134 invånare per kvadratkilometer. Närmaste större samhälle är Cuautla Morelos, 19,8 km nordväst om Jonacatepec de Leandro Valle. Omgivningarna runt Jonacatepec de Leandro Valle är en mosaik av jordbruksmark och naturlig växtlighet.